# Crassula sediflora
Crassula sediflora (лат.) — вид суккулентных растений рода Толстянка (Crassula) семейства Толстянковые (Crassulaceae), естественно произрастающий на территории Квазулу-Натал и Капской провинции Южно-Африканской Республики.

## Название
Родовое латинское название Crassula происходит от латинского слова crassus, — «толстый», в основном из-за присутствия у растений этого рода сочных листьев.
Видовой латинский эпитет sediflora (sediflorus) происходит от названия рода Sedum (Очиток) и лат. -florus — «цветущий», ввиду схожести цветков.

## Ботаническое описание
Многолетний карликовый кустарник с сочными, жилистыми, полегающими ветвями, которые едва деревянистые. Пары листьев расположены спирально, старые остаются на стебле. Высота растения составляет 0,3-0,4 м. Листья линейные, размером 6-15 х 1-3 мм, острые, сжатые в дорзивентральном направлении, голые или слегка папиллозные, кожистые, от зеленого до желтовато-зеленого цвета.
Соцветие представляет собой округлый тирс с множеством рыхло расположенных цветоножек. Цветонос с листовидными прицветниками, которые укорочены кверху. Чашечка мясистая, острая, голая, зеленого цвета. Венчик трубчатый, сросшийся у основания на 0,6 мм, кремовый. Лопасти венчика продолговатые или обратноланцетные, длиной 2,0-2,5 мм, округлые, слегка капюшонистые, загнутые назад.
Время цветения с декабря по май.

## Таксономия
Crassula sediflora (Eckl. & Zeyh.) Endl., первое упоминание в W.G.Walpers, Repert. Bot. Syst. 2: 254 (1843).

### Синонимы
Гомотипные (основанные на одном и том же номенклатурном типе):
- Purgosea sediflora Eckl. & Zeyh. (1837)

### Разновидности
Подтвержденные разновидности в соответствии с данными сайта Plants of the World Online на 2024 год:
- Crassula sediflora var. amatolica (Schönland) Toelken
- Crassula sediflora var. sediflora